# Koshikibu no Naishi
Koshikibu no Naishi (小式部内侍) (999 - 1025) est une poétesse et dame d'honneur japonaise du milieu de l'époque de Heian. Son père est Tachibana no Michisada et sa mère la poétesse Izumi Shikibu. Elle fait partie de la liste des Nyōbō Sanjūrokkasen (女房三十六歌仙) comme un des meilleurs poètes du Japon médiéval. Certains de ses poèmes sont inclus dans l'anthologie poétique Hyakunin isshu.
Elle a des aventures avec plusieurs courtisans comme Fujiwara no Norimichi, Fujiwara no Sadayori, Fujiwara no Norinaga, entre autres. Elle meurt en 1025 à l'âge de 26 ans, après avoir donné naissance à un fils de Fujiwara no Kinnari.